# Placówka Straży Celnej „Puńców I”

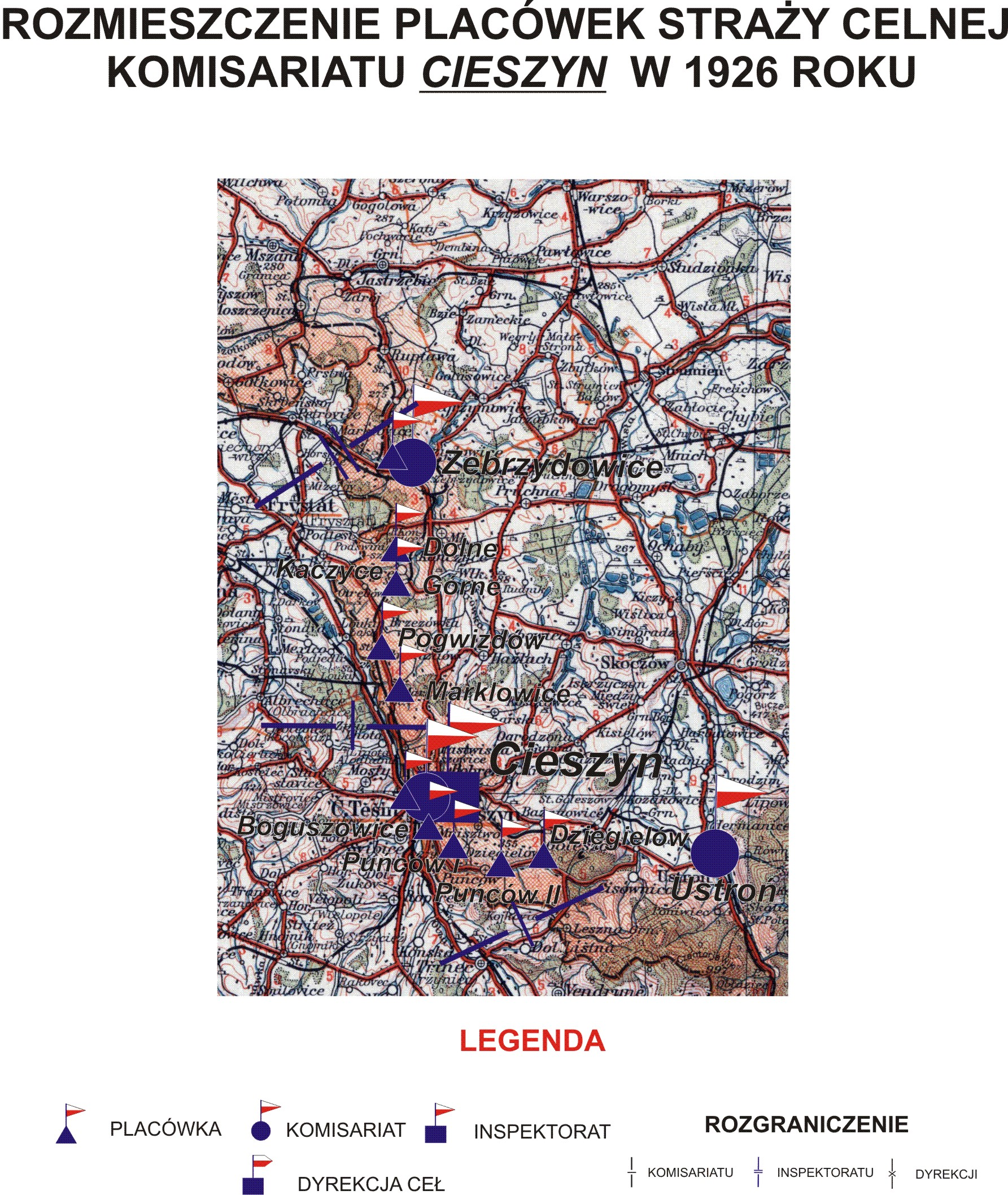
Rozmieszczenie placówek SC Komisariatu Cieszyn w 1926 r.

Placówka Straży Celnej „Puńców I” – jednostka organizacyjna Straży Celnej pełniąca w okresie międzywojennym służbę ochronną na granicy polsko-czechosłowackiej.

## Formowanie i zmiany organizacyjne
Na wniosek Ministerstwa Skarbu, uchwałą z 10 marca 1920 roku, powołano do życia Straż Celną. Od połowy 1921 roku jednostki Straży Celnej rozpoczęły przejmowanie odcinków granicy od pododdziałów Batalionów Celnych. Proces tworzenia Straży Celnej trwał do końca 1922 roku. Placówka Straży Celnej „Puńców I” weszła w podporządkowanie komisariatu Straży Celnej „Cieszyn” z Inspektoratu SC „Cieszyn”.
W drugiej połowie 1927 roku przystąpiono do gruntownej reorganizacji Straży Celnej. W praktyce skutkowało to rozwiązaniem tej formacji granicznej. Ochronę północnej, zachodniej i południowej granicy państwa przejęła powołana z dniem 2 kwietnia 1928 roku Straż Graniczna.
Rozkazem nr 4 z 30 kwietnia 1928 roku w sprawie organizacji Śląskiego Inspektoratu Okręgowego dowódca Straży Granicznej gen. bryg. Stefan Pasławski powołał komisariat Straży Granicznej „Cieszyn”. Placówka Straży Granicznej I linii „Puńców” znalazła się w jego strukturze.

## Funkcjonariusze placówki
Kierownicy placówki
| stopień          | imię i nazwisko, numer    | okres pełnienia służby | kolejne stanowisko |
| ---------------- | ------------------------- | ---------------------- | ------------------ |
| starszy strażnik | Szczepan Biliniewicz (88) | był w 1926             |                    |

Obsada personalna placówki w 1926:
- starszy strażnik Szczepan Biliniewicz (88)
- starszy strażnik Wiktor Kondrasiewicz (492)
- starszy strażnik Stanisław Bernat (93)
- starszy strażnik Jan Błażecki (95)
- starszy strażnik Mikołaj Kamiński (505)
- starszy strażnik Franciszek Macura (691)
- strażnik Władysław Rutkowski (838)
- strażnik Jan Sabella (783)
- strażnik  Witold Wilkoszewski (1043)